# فلاندر شرقی
استان فلاندر شرقی (به فرانسوی: Flandre-Orientale) در فلاندر در کشور بلژیک واقع شده‌است.